# جکسون مورتون
جکسون مورتون (به انگلیسی: Jackson Morton) سناتور سابق عضو حزب ویگ بود. وی در سال ۱۸۴۹ تا ۱۸۵۵ میلادی سناتور ایالت فلوریدا در سنای ایالات متحده آمریکا بود.